# Hiram Rhodes Revels
Hiram Rhodes Revels, né le 27 septembre 1827 à Fayetteville (États-Unis) et mort le 16 janvier 1901 à Aberdeen (États-Unis), est un pasteur et homme politique américain. 
Pendant la guerre de Sécession, il aide à recruter et organiser deux régiments d'United States Colored Troops, un au Maryland et l'autre dans le Missouri. Aumônier militaire, il assiste notamment à la bataille décisive de Vicksburg en 1863. Durant la Reconstruction, la législature du Mississippi le désigne en 1870 pour représenter l'État au Sénat des États-Unis, faisant ainsi de lui le premier Afro-Américain à siéger au Congrès.

## Biographie
Hiram Rhodes Revels est le fils de deux Afro-Américains affranchis,  son père est un prédicateur de l'église baptiste, sa mère est une métisse d'ascendance écossaise. Après avoir terminé ses études dans une Université d'arts libéraux de l'Illinois et un séminaire noir de l'Ohio, Revels est ordonné pasteur de Église épiscopale méthodiste africaine en 1845. Prêchant dans de nombreux États dans les années 1850, il est brièvement incarcéré dans le Missouri pour y avoir lu l'évangile à des esclaves noirs (1854).
Pendant la guerre de Sécession, il aide à recruter et organiser deux régiments d'United States Colored Troops, un au Maryland et l'autre dans le Missouri, il sert lui-même comme aumônier militaire dans l'armée de l'Union et prend part à la bataille de Vicksburg (1863).
Après la guerre, il s'installe avec sa famille à Natchez, alors ville la plus peuplée du Mississippi, et y devient conseiller municipal en 1868. L'année suivante, il est élu représentant de son comté au sénat du Mississippi. En tant que pasteur, il prononce la prière d'ouverture de la séance inaugurale de cette chambre, faisant forte impression auprès de son auditoire (1870).

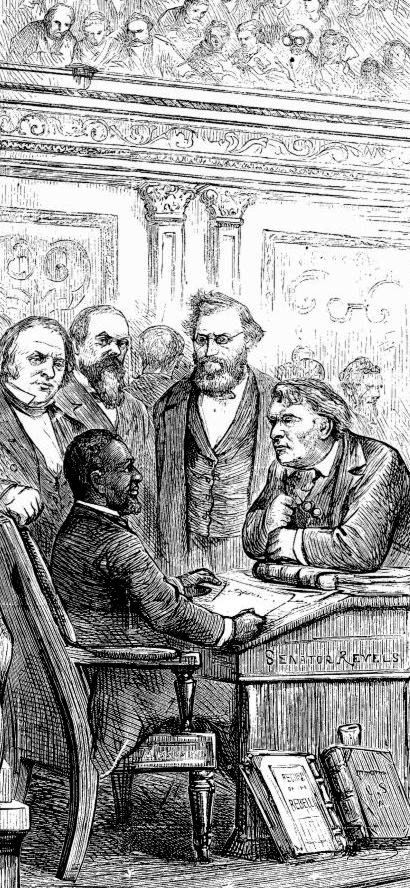
Revels au Sénat, entouré de ses collègues républicains Henry Wilson, Oliver Morton, Carl Schurz et Charles Sumner. Détail d'une caricature de Thomas Nast (1870).

Élu peu de temps après au Sénat des États-Unis pour y occuper un siège laissé vacant depuis la guerre (car délaissé par un sénateur démocrate sudiste au profit du Congrès des États confédérés), il est le premier parlementaire afro-américain et le premier parlementaire d'ascendance amérindienne avérée de l'histoire des États-Unis.
Les démocrates sudistes ont vainement tenté d'invalider son élection, s'appuyant sur le quatorzième amendement (qui accorde la citoyenneté aux anciens esclaves en vertu du droit du sol) pour démontrer que Revels avait été élu moins de deux ans après la ratification de cet acte, alors que la loi imposait un minimum de neuf ans de citoyenneté aux candidats au Sénat. Cet argument ne pouvant s'appliquer à Revels, fils d'hommes libres, son élection est validée le 25 février 1870.
Partisan de l'égalité raciale, Revels lutte contre les mesures ségrégationnistes et discriminatoires pratiquées à Washington, D.C. et à West Point et tente de rassurer ses collègues sur les capacités des anciens esclaves et autres hommes noirs à assumer leurs droits civiques sans porter atteinte à ceux des blancs. Contrairement aux républicains « radicaux », partisans d'un traitement impitoyable des anciens rebelles sudistes, le sénateur du Mississippi était favorable à une restauration rapide des droits des États ayant fait sécession et à une amnistie des confédérés acceptant de jurer fidélité à l'Union.
Après l'expiration de son mandat de sénateur, Revels accepte de devenir le premier président de l'université d'agriculture et de mécanique d'Alcorn (actuelle université d'État Alcorn), une université historiquement noire où il dispense des cours de philosophie. 
Évincé de son poste de président en 1874 pour avoir fait campagne contre Adelbert Ames (un rival de James L. Alcorn, son successeur au Sénat et parrain de l'université d'agriculture et de mécanique) lors de l'élection gouvernorale de l'année précédente (en), il est réintégré deux ans plus tard. Revels avait dénoncé Ames au président Grant dans une lettre qui critiquait la manière dont lui et les autres carpetbaggers manipulaient la population noire à des fins politiciennes.
Revels prend sa retraite en 1882 mais poursuit ses activités pastorales et théologiques. Il meurt en 1901, la même année que sa femme Phoebe Bass.
Hiram Rhodes Revels repose au cimetière Hillcrest (en) de Holly Springs, dans le Mississippi.